# Isole Juan Fernández
Le isole Juan Fernández sono un arcipelago al largo delle coste del Cile, costituito dall'isola di Robinson Crusoe (fino al 1966 chiamata Más a Tierra), l'isola Alejandro Selkirk (fino al 1966 chiamata Más Afuera) e l'isoletta Santa Clara, più alcuni altri isolotti minori.

## Descrizione
Il loro nome viene dal navigatore spagnolo Juan Fernández che le scoprì tra il 1563 e il 1574. L'arcipelago si trova 670 km ad ovest della costa del Cile, all'altezza del porto di San Antonio, vicino Valparaíso. L'arcipelago, di origine vulcanica, ha un clima subtropicale piovoso. Le tre isole principali coprono una superficie di 147 km². L'arcipelago si trova tra 33° 36' e 33° 46' S e 80° 47' e 78° 47' O.
Amministrativamente costituisce la municipalità (comune) di Juan Fernández della provincia di Valparaíso, nella quinta regione (Regione di Valparaíso) del Cile. Costituisce, insieme all'Isola di Pasqua, l'isola Sala y Gómez, l'isola San Felix e l'isola San Ambrosio, le Isole sporadiche cilene.

## Le isole

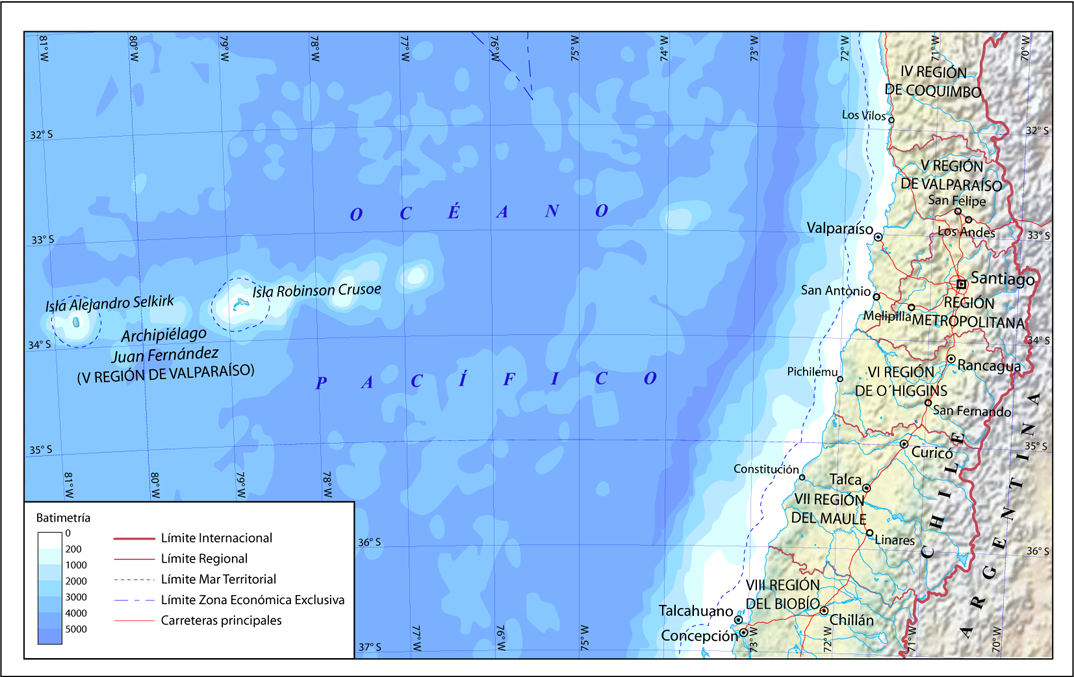
Mappa che mostra l'arcipelago Juan Fernández in relazione al Cile continentale

L'unica isola abitata è Robinson Crusoe (latitudine 33° 38' S, longitudine 78° 49' O). Ha una superficie di 96,4 km². La popolazione, che contava 488 abitanti al censimento del 1992, è salita nel 2002 a 633, per la maggior parte concentrata nella capitale, San Juan Bautista, nella Baia Cumberland. Fu fondata nel 1877 dal barone Alfredo Van Rodt.
Dopo la battaglia di Rancagua (1814) servì da prigione fino al 1931. La principale attività economica è la pesca dell'aragosta. La popolazione più giovane emigra verso il continente per ottenere migliori opportunità e una vita meno isolata.
L'isola Alexander Selkirk (latitudine 33° 45' S, longitudine 80° 45' O) ha una superficie di 48 km². La sua vetta principale è il Cerro de Los Inocentes (1320 m).
L'isoletta Santa Clara (latitudine 33° 42' S, longitudine 79° 00' O) ha una superficie di 5 km² e dista 1,5 km dall'isola Robinson Crusoe.

## Storia
L'arcipelago fu scoperto dal marinaio spagnolo Juan Fernández, probabilmente tra il 1563 e il 1574. Ufficialmente la data della scoperta è il 22 novembre del 1574. Nel XVII e XVIII secolo fu usato come covo di pirati e corsari. Il forte di Santa Barbara fu costruito per gli spagnoli nel 1749 sull'isola Robinson Crusoe come protezione dai pirati. Fu ricostruito nel 1974 e dichiarato monumento storico nel 1979.
Nel 1915 nella Baia Cumberland fu affondato l'incrociatore leggero tedesco SMS Dresden, sfuggito alla Battaglia delle Falkland, dalle navi inglesi HMS Orakon, HMS Glasgow e HMS Kent. Nel 1985 venne istituito un monumento a ricordo dell'evento. Nel 1935 le tre isole principali dell'arcipelago furono dichiarate parco nazionale, con un'estensione di circa 9967 ettari.
Nel 1966 vennero cambiati i nomi delle due isole principali. Nel 1977 l'arcipelago fu dichiarato Riserva Mondiale della Biosfera dall'UNESCO. In seguito al terremoto di 8,8° della scala Richter avvenuto nella notte di sabato 27 febbraio 2010 alle 3:34 ora locale (le 7:34 in Italia) e verificatosi a 90 km dalla città cilena di Concepción, le isole sono state colpite da uno tsunami, con onde alte fino a 3 metri che hanno creato ingenti danni ed alcune vittime.

## Curiosità
L'isola di Robinson Crusoe fu l'isola dove approdò il marinaio Alexander Selkirk che vi visse dal 1704 al 1709. Questa storia ispirò il romanzo di Daniel Defoe, Robinson Crusoe. Oggi è possibile visitare il luogo dove si suppone sia approdato il naufrago. Questo è anche il motivo per il quale nel 1966 è stato cambiato il nome delle due isole principali.